# کازوهیتو اساکی
کازوهیتو اساکی (انگلیسی: Kazuhito Esaki؛ زادهٔ ۳۱ اکتبر ۱۹۸۶) بازیکن فوتبال اهل ژاپن است.